# Acetazolamida
Acetazolamida (nome comercial: Diamox) é um diurético que atua inibindo a enzima anidrase carbônica presente no túbulo proximal do nefro. É frequentemente utilizada no tratamento do glaucoma, permitindo a redução da pressão ocular e do edema (retenção de fluidos).
Acetazolamida entrou em uso médico em 1952. Ela está na Lista de Medicamentos Essenciais da Organização Mundial da Saúde. Está disponível como um medicamento genérico.

## Mal da montanha
No tratamento do mal da montanha, a acetazolamida força os rins a excretar o bicarbonato, a base conjugada do ácido carbônico. Ao aumentar a quantidade de bicarbonato excretada na urina, o sangue se torna mais ácido. À medida que o corpo iguala a acidez do sangue à sua concentração de CO2, leva o corpo a pensar que ele tem excesso de CO2 e excreta esse excesso imaginário de CO2 pela respiração mais profunda e rápida, o que aumenta a quantidade de oxigênio no sangue. A acetazolamida não é uma cura imediata para a doença aguda da montanha; em vez disso, acelera parte do processo de aclimatação, o que, por sua vez, ajuda a aliviar os sintomas. A acetazolamida ainda é eficaz se iniciada precocemente no curso da doença da montanha.

## Mecanismo de acção
Inibe a anidrase carbônica, reduzindo a concentração de hidrogênio na medula renal e, consequentemente, evitando a reabsorção de sódio. Isso ocorre devido a um trocador de hidrogênio por sódio encontrado no túbulo proximal do nefro. A enzima anidrase carbônica atua convertendo água e CO2 em ácido carbônico (H2CO3), que se ioniza em H+ e HCO3-, portanto sua inibição reduz a concentração de ambos. Conduz à excreção de Na+ e água (diurético).

## Farmacocinética
São diuréticos relativamente fracos. Exercem efeito em 30 minutos com uma meia-vida de 13 horas.

## Toxicidade
Acidose metabólica (perda de HCO3) e hipocalemia

## Efeitos secundários
- dores de estômago
- vômitos
- perda de apetite

## Indicações
- Glaucoma, aumento da pressão do LCR (líquido cefalorraquidiano)
- Prevenir má disposição pelo aumento de altitude
- diminui o humor aquoso

## Contraindicações e precauções
- Cirrose
- deve ser evitada no caso de alergia ou hipersensibilidade à acetazolamida
- o consumo de álcool pode levar a tonturas aquando da administração da acetazolamida
- a acetazolamida pode aumentar a sensibilidade à luz solar
- deve ser evitada a sua administração na gravidez e amamentação